# Камбер, Ирене
Ирене Камбер-Корно (итал. Irene Camber-Corno; 12 февраля 1926, Триест — 23 февраля 2024, Лиссоне, Ломбардия) — итальянская фехтовальщица на рапирах, чемпионка летних Олимпийских игр 1952 года в личном первенстве, двукратная чемпионка мира.

## Биография
Ирене Камбер родилась в 1926 году в семье поэта Джулио Камбера. В детстве занималась гимнастикой, однако в 8 лет случайно перепутала залы и зашла на тренировку по фехтованию, после чего стала интересоваться этим видом спорта. Получила образование в области промышленной химии в Падуанском университете.
Участвовала в летних Олимпийских играх 1948 года. После этого вышла замуж за Джанджакомо Корно. Следующие Олимпийские игры в Мельбурне она пропустила, так как была беременна. На летних Олимпийских играх 1952 года в Хельсинки Камбер-Корно заняла первое место в личном первенстве, став первой спортсменкой из Италии-чемпионкой Олимпийских игр. В 1953 году победила на Чемпионате мира в личном первенстве. Была чемпионкой Италии в 1953—1954 годах. На домашних летних Олимпийских играх 1960 года в Риме завоевала бронзовую медаль в командном первенстве в составе сборной Италии. Также участвовала в летних Олимпийских играх 1964 года.
На летних Олимпийских играх 1972 года в Мюнхене Камбер-Корно была главным тренером национальной команды. Её ученица Антонелла Раньо-Лонци завоевала золотую медаль в личном первенстве. Камбер-Корно работала в промышленном холдинге Montedison. У неё родилось трое детей. В 2015 году была включена в Зал славы итальянского спорта.
Умерла 23 февраля 2024 года на 99-м году жизни.